# Deontacylix ovalis
Deontacylix ovalis är en plattmaskart. Deontacylix ovalis ingår i släktet Deontacylix och familjen Sanguinicolidae. Inga underarter finns listade i Catalogue of Life.